# Schmalspurbahn Pasardschik–Warwara
| Bahnhof Ljachowo (Ляхово), 1928 |                         |                                          |                                          |
| Streckenverlauf |                         |                                          |                                          |
| Streckennummer: | 17                      |                                          |                                          |
| Streckenlänge: | 16,7 km                 |                                          |                                          |
| Spurweite: | 760 mm (Bosnische Spur) |                                          |                                          |
| Maximale Neigung: | 15 ‰                    |                                          |                                          |
| Minimaler Radius: | 75 m                    |                                          |                                          |
| |                         |                                          |                                          |
| \| \| \| \| \| \| \| \| (Übergang zur Bahnstrecke Sofia–Plowdiw) \| \| \| \| 0,0 \| Pasardschik Пазарджик \| Pasardschik Пазарджик \| \| \| 7,8 \| Ljachowo Ляхово \| Ljachowo Ляхово \| \| \| 14,6 \| Wetren Dol Ветрен дол \| Wetren Dol Ветрен дол \| \| \| \| von Septemwri \| \| \| \| 16,7 \| Warwara Варвара \| 281 m \| \| \| \| nach Dobrinischte \| \| |                         |                                          |                                          |
| |                         |                                          |                                          |
| Bahnhof quer |                         | (Übergang zur Bahnstrecke Sofia–Plowdiw) | (Übergang zur Bahnstrecke Sofia–Plowdiw) |
| Kopfbahnhof Streckenanfang (Strecke außer Betrieb) | 0,0                     | Pasardschik Пазарджик                    | Pasardschik Пазарджик                    |
| Haltepunkt / Haltestelle (Strecke außer Betrieb) | 7,8                     | Ljachowo Ляхово                          | Ljachowo Ляхово                          |
| Haltepunkt / Haltestelle (Strecke außer Betrieb) | 14,6                    | Wetren Dol Ветрен дол                    | Wetren Dol Ветрен дол                    |
| Abzweig ehemals geradeaus und von rechts |                         | von Septemwri                            | von Septemwri                            |
| Bahnhof | 16,7                    | Warwara Варвара                          | 281 m                                    |
| Strecke |                         | nach Dobrinischte                        | nach Dobrinischte                        |

Die Schmalspurbahn Pasardschik–Warwara war eine 16,7 km lange Schmalspurbahn mit einer Spurweite von 760 mm von Pasardschik an der Bahnstrecke Sofia–Plowdiw nach Warwara in Bulgarien. Die Strecke wurde 1928 als östlicher Teil der Rhodopenbahn eröffnet, bis 2002 genutzt und ab 2004 abgebaut.

## Geschichte
Die Schmalspurbahnlinie Nr. 17 des bulgarischen Eisenbahnnetzes von Pasardschik nach Warwara wurde auf Drängen der Bevölkerung  gebaut. Die Länge der Eisenbahnstrecke beträgt 16,703 km und sie kostete 18 Mio. BGN, wovon 11 Mio. BGN vom Staat zugewiesen und der Rest von der Bevölkerung eingesammelt wurden. Die größten Bauwerke entlang der Route waren eine Eisenbrücke mit einer Spannweite von 30 m über dem Fluss Tschepinska, eine Bogenbrücke mit einer Spannweite von 15 m und eine Unterführung für eine Straße mit einer Spannweite von 6 m.
Als die Rhodopenbahn gebaut wurde, berücksichtigte die Regierung von Andrei Ljaptschew die Bedenken der Einwohner der Oblast Pasardschik, dass die Stadt Pasardschik isoliert, verarmt und verlassen würde, weil alle Passagiere und Fracht die neue Strecke von Warwara über Pamporowo nach Septemwri nehmen würden. Die Regierung ordnete 1925 den Bau einer Strecke von Pasardschik nach Warwara an, wobei das gesamte Netzwerk Rhodopenbahn genannt wurde. Die Vermessungsarbeiten begannen im Frühjahr 1924 und der Bau begann 1925. Die Strecke wurde am 27. Oktober 1928 Personen-, Gepäck-, Paket- und Frachttransporte eröffnet.
Am 26. Oktober 1928 traf Minister Raschko Madscharow zusammen mit Gästen in einem Sonderzug am in Septemwri ein. Am Morgen des 27. Oktober 1928 fuhr ein Sonderzug nach Warwara ab, der um 9:30 Uhr morgens ankam. Fast die gesamte Bevölkerung von Warwara und den umliegenden Dörfern war anwesend. Der Bürgermeister und der Bahnhofsvorsteher hielten Reden, danach wurde ein Gebets- und Segnungs-Gottesdienst abgehalten. Schließlich hielt Madscharow eine Rede, in der er die große wirtschaftliche und wirtschaftliche Bedeutung der neuen Strecke hervorhob. Nach dem Durchschneiden der Trikolore fuhr der erste Zug nach Pasardschik. Auch der Bahnhof Ljachowo (Ляхово) wurde von Bischof Chariton mit einer kurzen Ansprache gesegnet. Gegen 12:00 Uhr kam der Zug am Bahnhof Pasardschik an. Dort hielt Madscharow eine lange Rede, in der er erklärte, unter welchen Bedingungen der Bau der Linie begonnen hatte, wie er durchgeführt wurde und welche Ressourcen er benötigte. Die gesamtwirtschaftliche Bedeutung der Oblast Pasardschik wurde hervorgehoben. Es folgte das Mittagessen, gefolgt von Reden des stellvertretenden Bürgermeisters von Pasardschik, Kriwoschijew, Madscharow, dem ehemaligen Minister für Eisenbahnen, Post und Telegraphen, Kimon Georgiew, dem ehemaligen Minister für öffentliche Gebäude, Straßen und Kommunikation, Slawejko Wassilew, und Bischof Chariton.

## Streckenverlauf
Die Strecke begann am Bahnhof Pasardschik, der drei Schmalspurbahnen diente. Sie durchquerte die Gebiete von Glawiniza (Главиница) und Kapitan Dimitriewo (Капитан Димитриево). Für 4 km führte sie in südwestliche Richtung und bog dann bei Ljachowo nach Westen zum Bahnhof Ljachowo ab. Sie überquerte die Schnellstraße Pasardschik–Ljachowo, durchquerte das Gebiet von Pataleniza (Паталеница) und erreicht nach der Überquerung der Schnellstraße Pazardschik – Wetren Dol die Haltestelle Wetren Dol (Ветрен дол). Es überquert eine Eisenbrücke von rechts am linken Ufer des Flusses Tschepinska. Am Bahnhof Warwara, der acht Gleise hatte, gab es einen Anschluss zur Strecke Septemwri–Dobrinischte. Die größte Neigung entlang dieses Abschnitts betrug 15 ‰ und der kleinste Radius 75 m.

## Betrieb
In den letzten Jahren vor der Schließung verkehrten auf der Strecke Septemwri–Warwara–Pasardschik zwei Züge in jede Richtung – einer morgens und einer abends. Zuvor gab es auch Züge von Pasardschik nach Welingrad und Dobrinischte. Der Güterverkehr auf der Strecke Pasardschik–Warwara spielte zur Blütezeit des Schienengüterverkehrs noch eine wichtige Rolle.
Seit 1999 führte die bulgarische Staatsbahn ein Programm zur Stilllegung der wenig genutzten Bahnstrecken, einschließlich der Schmalspurbahn Pasardschik–Warwara, durch. Aufgrund der Verluste von 59.000 BGN pro Jahr und der geringen Anzahl von Passagieren in den letzten Jahren seines Bestehens – 18 Personen pro Tag – war die Eisenbahn in einem bedauernswerten Zustand und wurde am 1. Oktober 2002 stillgelegt. Am 1. Januar 2004 wurde mit dem Abbau begonnen.